# Бардон, Энтони
Энтони Бардон (англ. Anthony Bardon; род. 19 января 1993, Лондон) — гибралтарский футболист, полузащитник. Бывший игрок сборной Гибралтара.

## Биография

### Клубная карьера
Родился в 1993 году в Лондоне, но в детстве переехал в США. Играть в футбол начал во время обучения в Birdville High School, в Норт Ричленд Хиллс (Техас). В 2011 году выступал за команду «Грейхаундс», представляющую Восточный университет Нью-Мексико.
После возвращению в Англию, некоторое время выступал за команды низших английских дивизионов. В январе 2014 года он подписал контракт с гибралтарским клубом «Манчестер 62», где провёл около полугода. Летом того же года перешёл в «Линкольн Ред Импс», с которым дважды выиграл чемпионат Гибралтара и принимал участие в отборочных раундах Лиги чемпионов. В начале 2016 года ненадолго отправился в Англию, где стал игроком клуба «Шеффилд», но уже летом подписал новый контракт с «Линкольном», за который выступал ещё два года.
В феврале 2019 года Бардон был на просмотре в американском клубе «Норт Техас» (фарм-клуб «Далласа»), однако контракт заключён не был. После этого игрок объявил о завершении игровой карьеры и стал тренером любительской команды «Норт Техас Селтик».

### Карьера в сборной
Дебютировал за сборную Гибралтара 26 мая 2014 года в товарищеском матче со сборной Эстонии (1:1), в котором вышел на замену после перерыва, заменив Адама Пристли, отметился голевой передачей и получил предупреждение. В 2018 году принял участие во всех 6 матчах сборной в Лиге наций УЕФА.
Свой последний матч в составе национальной команды провёл 10 июня 2019 года против Ирландии, в котором появился на замену на 10-й минуте вместо получившего травму Ли Касьяро, и доиграл матч до конца. Всего за сборную Гибралтара сыграл 29 матчей.

## Достижения
«Линкольн Ред Импс»
- Чемпион Гибралтара (3): 2014/15, 2015/16, 2017/18
- Обладатель Кубка Гибралтара (2): 2015, 2016
- Обладатель Суперкубка Гибралтара: 2015